# Instituto Nacional del Cáncer (Argentina)
El Instituto Nacional del Cáncer (INC) fue un organismo público descentralizado dependiente del Ministerio de Salud de la Nación Argentina que existió entre 2010 y 2025. Tenía por misión fundamental el desarrollo e implementación de políticas de salud, así como de la coordinación de acciones integradas para la prevención y control del cáncer.
Fue creado el 9 de septiembre de 2010 por el decreto 1286/2010 de la entonces presidenta Cristina Fernández de Kirchner. Fue disuelto en marzo de 2025, por el gobierno de Javier Milei. ,

## Programas
Los programas que llevaba adelante el INC son:
- Programa Nacional de Prevención de Cáncer Cervicouterino
- Programa Nacional de Control de Cáncer de Mama
- Programa Nacional de Prevención y Detección del Cáncer Colorrectal
- Programa Nacional de Cuidado Integral del Niño y Adolescente con Cáncer
- Programa Nacional de Tumores Familiares y Hereditarios
- Programa Nacional de Cuidados Paliativos
- Sistema de Vigilancia Epidemiológica y reporte del Cáncer – SIVER-Ca
- Evaluación de Tecnologías Sanitarias
- Registro Institucional de Tumores de Argentina – RITA
- Registro Oncopediátrico Hospitalario Argentino
- Sistema de información de tamizaje (SITAM)

Entre sus funciones más destacadas se encontraba la gestión del Registro Institucional de Tumores de Argentina (RITA), que permitía a hospitales de todo el país sistematizar datos epidemiológicos y mejorar la planificación sanitaria. Además, el instituto capacitaba profesionales en oncología y epidemiología del cáncer, promoviendo la generación de información científica.